# Ramiro Navarro
Ramiro Navarro de Anda (né le 25 mai 1943 à Tepatitlán de Morelos au Mexique est un joueur de football international mexicain, qui évoluait au poste d'attaquant. Il est aussi juriste et historien.

## Biographie

### Carrière en club
Avec le club de l'Oro de Jalisco, il remporte un titre de champion du Mexique et une Supercoupe du Mexique.

### Carrière en sélection
Avec l'équipe du Mexique, il joue sept matchs et inscrit un but entre 1965 et 1966. 
Il figure dans le groupe des sélectionnés lors de la Coupe du monde de 1966. Lors du mondial organisé en Angleterre, il ne joue aucun match. Il dispute toutefois un match face aux États-Unis comptant pour les tours préliminaires de cette compétition.

### Autres activités
Ramiro Navarro est juriste et historien diplômé de l'université de Guadalajara. Après sa carrière footballistique, il se consacre à l'enseignement et à la recherche, travaillant à l'université d'Austin, à l'université de Porto Rico et à l'Université nationale autonome du Mexique, effectuant notamment des travaux sur le thème de la bibliographie et de l'histoire du Mexique.

## Palmarès
Avec l'Oro de Jalisco, il est Champion du Mexique en 1963 et vice-champion en 1965. Il remporte également la Supercoupe du Mexique en 1963 en battant le Chivas de Guadalajara.